# Bitica
Bitica (o Bitika) è una città della Guinea Equatoriale. Si trova nella Provincia Litorale, nella parte continentale del paese, e ha 1.464 abitanti.